# آيت امحمد
آيت امحمد هي قرية مغربية شمال المملكة المغربية. تنتمي آيت امحمد لإقليم أزيلال. تضم هذه القرية 21.742 نسمة (إحصاء 2004).

## دواوير الجماعة
- دوار برنات
- دوار واورى
- دوار تاسمرت
- دوار افوزار
- دوار تيسا
- دوار سويت
- دوار عبادة
- دوار وبزازى
- دوار اغبار
- دوار حباب
- دوار اكنان
- دوار تمكانت
- دوار ازوركي
- دوار زمط
- دوار ومندنت
- دوار امزراي
- دوار اخرموش
- دوار ايت واملوك